# August Fuchs (Lepidopterologe)

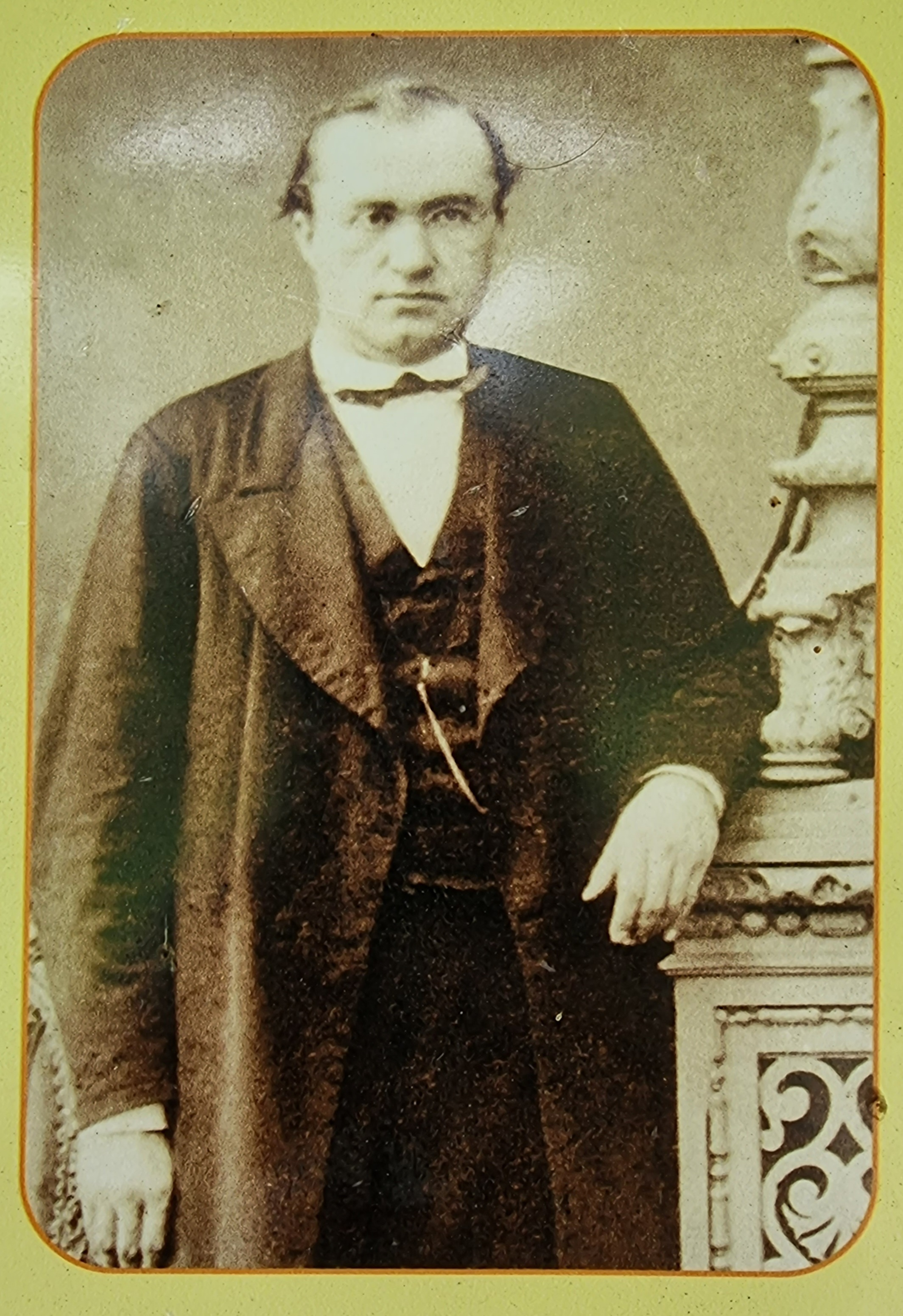
Pfarrer August Fuchs, Bornich

August Fuchs (* 8. Dezember 1839 in Grävenwiesbach; † 20. Januar 1904 in Bornich) war ein deutscher Pfarrer und Entomologe.

## Leben
August Fuchs besuchte von 1854 bis 1859 das Gymnasium Philippinum Weilburg, studierte an der Georg-August-Universität Göttingen Theologie, besuchte das Predigerseminar in Herborn, war anschließend 1864 zunächst Kaplan in Oberursel, ab 1867 Pfarrer in Dickschied und wirkte dann ab 1872 als Pfarrer der Gemeinde Bornich.
Er beschäftigte sich zeitlebens eingehend mit Schmetterlingen, erkundete intensiv den Insektenbestand der weiteren Umgebung der Loreley und veröffentlichte seine dabei gewonnenen Erkenntnisse in den einschlägigen Fachzeitschriften der damaligen Zeit.
August Fuchs ist unter anderem Erstbeschreiber der Federmotte Capperia loranus (Fuchs, 1895) sowie vom Südlichen Weiden-Wicklereulchen oder auch Übersehenes Wicklereulchen genannten Taxon Nycteola siculana (Fuchs, 1899), einem Kahneulchen aus der Familie der Eulenfalter.
Er war verheiratet mit Auguste (1854–1921), geborene Stückrath. Das Ehepaar hatte 11 Kinder (7 Söhne, darunter der Maler und Bildhauer Alfred Fuchs und der Anatom Hugo Fuchs, und 4 Töchter).
Der Sohn Ferdinand Fuchs schenkte 1926 den Großteil der Lepidopteren-Sammlung mit zahlreichen Typen dem Naturhistorischen Museum Wiesbaden.

## Schriften (Auswahl)
- Kleinschmetterlinge der Loreley-Gegend. In: Entomologische Zeitung, 56, Stettin 1895, S. 21–52 (biodiversitylibrary.org)
- Macrolepidopteren der Loreley-Gegend und verwandte Formen. In: Jahrbücher des Nassauischen Vereins für Naturkunde, 52, 1899, S. 115–158 (zobodat.at [PDF])
- Über die neuesten Lepidopterologischen Forschungen in der Loreley-Gegend. In: Jahrbücher des Nassauischen Vereins für Naturkunde, 52, 1899, S. 159–173 (zobodat.at [PDF])